# Албрехт (Насау-Вайлбург)
Вижте пояснителната страница за други личности с името Албрехт.
Албрехт фон Насау-Вайлбург-Отвайлер (на немски: Albrecht von Nassau-Weilburg-Ottweiler; * 26 декември 1537, Вайлбург; † 11 ноември 1593, Отвайлер) е граф на Насау-Вайлбург (1559 – 1593) около Вайлбург, господството Отвайлер в Саарланд и Лар в Шварцвалд.

## Живот
Той е единственият син на граф Филип III фон Насау-Вайлбург (* 20 септември 1504; † 4 октомври 1559) и втората му съпруга графиня Анна фон Мансфелд-Хинтерорт († 26 декември 1537), дъщеря на граф Албрехт VII фон Мансфелд (1480 – 1560) и графиня Анна фон Хонщайн-Клетенберг (ок. 1490 – 1559). Майка му умира при раждането му.
Албрехт Албрехт се жени на 16 юни 1559 г. за Анна фон Насау-Диленбург (1541 – 1616), дъщеря на граф Вилхелм фон Насау (1487 – 1559) и втората му съпруга Юлиана фон Щолберг (1506 – 1580). Тя е сестра на княз Вилхелм Орански. Същата година, на 4 октомври 1559, баща му Филип III умира. Албрехт наследява заедно с по-малкия си полубрат Филип IV частичното Графство Насау-Вайлбург, което баща им оставил с големи финансови задължения. На 15 май 1561 г. братята разделят за пръв път владенията си. Албрехт получава дворец и амт Вайлбург, Филип получава дворец и амт Нойвайлнау. Големи части от владенията и задълженията на баща им остават обаче обща собственост. Албрехт се нанася в новия дворец Вайлбург, който достроява. През 1571 г. двамата братя поделят напълно владенията.

## Деца
Албрехт и Анна фон Насау-Диленбург имат децата:
- Анна Амалия (* 1560; † 1635); омъжена за граф Ото фон Золмс-Зоненвалде
- Юлиана (* 1562; † 1562)
- Катарина (* 1563; † 1613); умира неомъжена
- Лудвиг II (* 1565; † 1627); наследява Отвайлер
- Георг Филип (* 1567; † 1570)
- Албрехт (* 1569; † 1570)
- Вилхелм (* 1570; † 1597); наследява Вайлбург
- Елизабет (* 1572; † 1607); омъжена за граф Георг II фон Сайн-Витгенщайн
- Юлиана (* 1574; † ?), умира рано
- Анна Сибила (* 1575; † ок. 1643); омъжена за фрайхер Петер Ернст II фон Крихинген-Пютлинген
- Йохан Казимир (* 1577; † 1602); наследява Глайберг
- Магдалена (* 1580; † 1658); умира неомъжена
- Анна Отилия (* 1582; † 1635); омъжена за граф Вилхелм II фон Зайн-Витгенщайн (1569 – 1623)
- Ернеста/Ернестина (* 1584; † 1665); омъжена за Филип Лудвиг I фон Вид